# Аматорська астрономія

Астрономи-любителі спостерігають за нічним небом під час метеорного потоку Персеїд.

Аматорська астрономія — один з видів хобі, який включає спостереження, зйомку або дослідження астрономічних об'єктів і явищ.

## Введення
Аматорська астрономія є одним з видів діяльності, який не приносить грошових доходів і не вимагає спеціальної освіти.
У світі більше 10 тисяч астрономів-аматорів. У кожному великому місті можна знайти спільноти аматорів астрономії[джерело?].
Астрономи-аматори займають певну нішу в вивченні світу. На перше місце ставиться придбання особистого (в тому числі і естетичного) досвіду, вражень і знань. У другу чергу — обмін знаннями і враженнями з іншими аматорами, організація спільних спостережень, виготовлення й модернізація інструментів.
Аматори грають деяку роль й у «великий» астрономії. Професійних астрономів й обсерваторій мало і вони можуть зосередитися на вивченні лише невеликої частки астрономічних об'єктів. Астрономів-аматорів досить багато і вони розкидані по всьому світу. Тому вони мають можливість постійно стежити за тисячами об'єктів, наприклад, таких, як змінні зорі. Вони патрулюють небо, вишукуючи комети (і до середини 1990-х років більше половини їх відкривали саме астрономи-аматори).
Саме астрономи-аматори першими знаходять багато нових. Якщо на небі з'явився новий об'єкт, або із зорею відбувається щось дивне, то слідом за аматорами приходять професіонали зі своєю апаратурою. Але головне, що візуальна (спостережна) астрономія у професіоналів зникла повністю, вона залишилася тільки в аматорів. І хоча зараз в аматорській астрономії дедалі більше застосовується фото- і відеозйомка небесних об'єктів, візуальні спостереження у ній займають чільне місце.

## Види аматорської астрономії
Аматорську астрономію можна умовно розділити на чотири напрямки:
- Спостережна або візуальна астрономія — спостереження астрономічних об'єктів заради отримання естетичного задоволення неозброєним оком у бінокль або в телескоп. Додатковий напрямок — так звана «тротуарна астрономія», коли астрономи-любителі виносять телескопи на вулиці міст і показують всім охочим Місяць планети та інші добре видимі в умовах міської засвітки об'єкти.
- Астрофотографія (астрономічна фотографія) — отримання барвистих і детальних зображень небесних тіл.
- Телескопобудування — виготовлення оптичних інструментів механізмів та аксесуарів до них власними силами (в більшій чи меншій мірі це доля всіх астрономів-любителів — для досягнення граничних характеристик своїх інструментів любителі астрономії постійно вдосконалюють їх комплектують все більш і більш просунутими аксесуарами, а багато хто будує наглядові інструменти буквально з нуля, виготовляючи для них оптику механіку пристосування).
- Наукоємні дослідження і відкриття нових небесних тіл — найчастіше досліджують змінні зорі, спалахи змінних нових і наднових зір, комети, астероїди (найбільш перспективний напрямок — спостереження покриття зір астероїдами), метеорні потоки (зокрема, денні метеорні потоки в радіодіапазоні), екзопланети (за кривими блиску під час проходження екзопланет по диску зорі), відстежують сонячну активність.

Школярі-аматори астрономії (з 5 по 11 класи) можуть брати участь у шкільних астрономічних олімпіадах — це теж один з напрямків діяльності астрономів-аматорів, хоча обмежений за віком. 

## Список відомих астрономів-аматорів
- Вільям Гершель — відкрив планету Уран
- лорд Росс — створив найбільший телескоп свого часу і виявив спіральну структуру галактик
- Ребер, Гроут — основоположник радіоастрономії
- Хендерсон, Томас Джеймс — починав як любитель астрономії
- Вільям Хаггінс — першим почав дослідження зірок і туманностей за допомогою спектрографа
- Гудрайк, Джон — першим зміг пояснити природу перемінності Алголя
- Піготт, Едуард — поряд з Дж. Гудрайк є основоположником планомірного вивчення зоряної змінності
- Фламмаріон, Каміль
- Хенке, Карл Людвіг — астроном-любитель, відкривач перших астероїдів і службовець пошти
- Джон Добсон — винайшов просте альт-азимутальне монтування і заснував Тротуарну астрономію, популяризатор
- Юдзі Хякутаке — японський астроном-любитель який став відомим завдяки відкриттю великої комети Хякутаке (C / 1996 B2) яка 25 березня 1996 роки пройшла всього в 15 млн км від Землі
- Роберт Еванс — відкрив візуально 42 спалахи наднових зірок
- Мур, Патрік — письменник і популяризатор науки. Він став автором більш ніж 70 книг по астрономії. З квітня 1957 року він був провідним щомісячної програми в телекомпанії BBC Нічне небо (The Sky at Night). У зв'язку з цим Мур виявився включеним в Книгу рекордів Гіннесса як ведучий, що найбільш тривалий час працює над програмою.
- Каміл Горнох — першовідкривач позагалактичних спалахів нових.
- Геннадій Володимирович Борисов — український аматор, що відкрив першу міжзоряну комету C/2013 N4 (Borisov).
- Керолайн Мур — наймолодший астроном в історії, що відкрила наднову
- Х'ю Персі Вілкінс[en] — відомий створенням високоякісних карт поверхні Місяця

## Проекти, в яких брали участь астрономи-аматори
- SOHO — пошук комет
- Lunar Crater Observation and Sensing Satellite — спостереження падіння на Місяць
- AAVSO — спостереження змінних зір
- Центр малих планет — астрометрія і фотометрія астероїдів і комет
- Міжнародна метеорна організація — спостереження метеорної активності
- Асоціація спостерігачів за Місяцем і планетами

### Астрономічнийкраудсорсинг
- Zooniverse
- Galaxy Zoo

### Добровольчі обчислення
- Cosmology@home
- Einstein@Home
- MilkyWay@home
- Orbit@home
- PlanetQuest
- SETI@home
- Stardust@Home

### Журнали для аматорів астрономії
- Sky and Telescope [Архівовано 25 лютого 2020 у Wayback Machine.]
- Astronomy Magazine [Архівовано 4 березня 2016 у Wayback Machine.]

### Статті про астрономів-аматорів
- Балишев М. А. Аматорська астрономія та внесок її представників у розвиток астрономічних досліджень в Харкові у 1920–1930-ті роки.  Дослідження з історії і філософії науки і техніки. 2022. Т. 31. № 1. С. 17–28.
- Вокруг Света, «Астрономия на любителя»[недоступне посилання з лютого 2019]
- Интервью на радио «Свобода» с сотрудником обсерватории «Ка-Дар» [Архівовано 19 лютого 2007 у Wayback Machine.]
- Денис Денисенко о том, что может сделать для науки астроном-любитель